# Jezični imperijalizam
Jezični imperijalizam je pojam koji se odnosi na sustavan napor stvaranja prevlasti jednog jezika političkim, gospodarskim i načinima kulturnog imperijalizma kako bi zauzvrat promovirati svoje političke, gospodarske i kulturne interese. 
Na taj se način mogu slabije kulture i manjine naći u nepovoljnom položaju. To se povezuje i s pojmom kulturnog imperijalizma.
U razdoblju povijesnog imperijalizma iz 19. stoljeća može se opravdano govoriti o jezičnim imperijalizu.
Jezik kolonijalne vlasti bio je službeni jezik, i javno obrazovanje bilo je na tom jeziku. Iz toga razloga učenje tog jezika je bio uvjet za gospodarski uspjeh ili i sam opstanak.
Postojali su i razni oblici represija protiv domaćih jezika. 
U tijeku svoje povijesti hrvatski narod je bio izložen raznim jezičnim imperijalizmima kao primjerice talijanizacijom, mađarizacijom, germanizacijom i jugoslavizacijom srpshohrvatskim jezikom, a danas i anglizacijom i nametanjem engleskog jezika.